# Patent
Patent je zákonná ochrana vynálezů zaručující vlastníkovi patentu výhradní právo k průmyslovému využití vynálezu.
V České republice udělování patentů upravuje zákon č. 527/1990 Sb., o vynálezech a zlepšovacích návrzích. Podle něho se patenty udělují na vynálezy, které jsou nové, jsou výsledkem vynálezecké činnosti a jsou průmyslově využitelné. Vynález se považuje za nový, jestliže není součástí stavu techniky. Stavem techniky je všechno, co bylo zveřejněno přede dnem přihlášení patentu, ať již v České republice nebo v zahraničí. Za vynálezy se naopak nepovažují zejména:
- objevy, vědecké teorie a matematické metody,
- pouhé vnější úpravy výrobků,
- plány, pravidla a způsoby vykonávání duševní činnosti,
- programy počítačů
- a|nebo pouhé uvedení informace ...

Majitel patentu má výlučné právo vynález využívat (tj. výrobek vyrábět, uvádět do oběhu anebo upotřebit postup), dále poskytnout souhlas k využívání vynálezu jiným osobám (např. licenční smlouvou) a má právo převést patent na jinou osobu. Proto, aby patent zůstal v platnosti, je nutno platit spoluochráncům tzv. udržovací poplatky, a to v každém státu zvlášť. Maximální možná délka patentové ochrany je 20 let.
Jak v případě patentu, tak v případě ochranné známky registrace chrání před neoprávněným užíváním cizího vlastnictví. Při porušení této ochrany se může vlastník bránit jak v občanskoprávní rovině, tak i v rovině trestněprávní.

## Historie
V roce 500 př. n. l. byl v řeckém městě Sybaris (nacházejícím se na území dnešní jižní Itálie) podporován každý, kdo objevil zdokonalení ve vědě nebo technice. Byl zahrnut luxusem a podporován v dalším výzkumu po dobu jednoho roku.
Florentinský architekt Filippo Brunelleschi dostal na tři roky patent na člun se zdvihacím zařízením, který převážel mramor podél řeky Arno v roce 1421. Patent v moderním slova smyslu však vznikl v roce 1474, kdy Benátská republika přijala dekret, podle kterého nové vynálezy, před tím než byly uvedené do praxe, musely být předány úřadu, aby získaly právo bránit ostatním v jejich používání a výrobě.
Anglie v roce 1623 za krále Jakuba I. následovala se svým „Statutem dominantního postavení“, který deklaroval, že patenty mohou být uděleny pouze pro projekty nových vynálezů. Během panování královny Anny (1702–1714) právníci anglického dvora zavedli požadavek, aby vždy musel být přiložen písemný popis vynálezu. Patentový systém v mnoha jiných zemích, včetně Austrálie, je založen na britských právech a lze vysledovat souvislosti s původním Statutem dominantního postavení.
Ve Francii byly patenty udělovány monarchií a také ostatními institucemi, jako byla třeba „Maison du Roi“. Nové vynálezy prověřovala Akademie zpravidla v tajnosti bez nutnosti zveřejnit popis vynálezu. Skutečné využití vynálezu se považovalo za odpovídající zpřístupnění veřejnosti. Moderní francouzský patentový systém byl vytvořen v průběhu revoluce v roce 1791. Patenty byly uděleny bez prověřování od doby, kdy autorské právo bylo považováno za hlavní.
Ve Spojených státech, v době takzvaného koloniálního období z let konfederace (1778–1789), některé státy přijaly své vlastní patentové systémy. První kongres přijal zákon „Patent Act“, jako první zákon o patentu v roce 1790 a první patent byl vydán podle tohoto zákona 31. července 1790 (pro Samuela Hopkinse z Vermontu na výrobní techniku uhličitanu draselného).
Dříve bylo praxí s patentem dodat dva funkční prototypy. 

## Současnost
V České republice ochranné známky i patenty registruje, a následně také spravuje, stejná instituce – Úřad průmyslového vlastnictví. 
Evropské státy se shodly na koncepci totožného registračního místa patentů a ochranných známek. Tzv. Evropský patentový úřad, EPO (European Patent Office) sídlí v Mnichově a další kanceláře má v Haagu, Berlíně a Vídni. Vydává roční zprávy o počtu patentů , ze kterých lze zjistit nejaktivnější firmy. V roce 2021 například EPO zaznamenal přes 188 tisíc žádostí, z nichž individuální žadatelé a malé firmy podaly cca 20%, univerzity a státní výzkumné organizace 5%.
Počet patentů neustále strmě roste a v současné době se diskutuje o úloze patentů a jejich vliv na inovace. V jistých odvětvích je lhůta příliš dlouhá (elektronika), v jiných pak příliš krátká (zkrácena o mnohaleté klinické zkoušky na léky). Patentování zvířat a rostlin také vyvolává negativní reakce. Patenty zneužívají i patentoví trollové.